# Tarompet

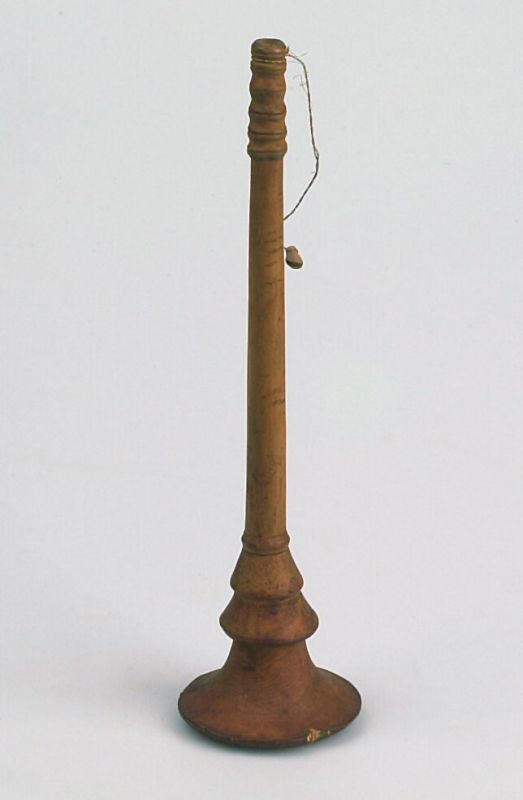
Tarompet aus Westjava. Tropenmuseum, Amsterdam, vor 1873.

Tarompet, terompet (sundanesisch), auch (indonesisch) selompret (selomprèt, seromprèt, somprèt), saronen (serunèn) und tètèt (tètèpret), ist ein hölzernes konisches Doppelrohrblattinstrument, das als führende Melodiestimme in einigen kleinen Ensembles auf den indonesischen Inseln Java und Madura gespielt wird. Am bekanntesten ist die tarompet der Region Sunda in Westjava, die zusammen mit Gongs und Trommeln bei festlichen Prozessionen im Freien eingesetzt wird. Auf Madura begleiten Ensembles mit saronen unter anderem rituelle Bullen-Wettrennen. In Zentral- und Ostjava ist der Name selompret gebräuchlich, der heute jedoch meist ein Clairon bezeichnet. Auf der Insel Lombok wird die preret gespielt, die auf Bali auch prereret genannt wird. Der Name der ebenfalls verwandten serunai auf Sumatra und der Malaiischen Halbinsel verweist auf die Zugehörigkeit zu den in Asien weit verbreiteten Kegeloboen vom Typ der orientalischen surnai.

## Herkunft und Verbreitung
Die in der Volksmusik in weiten Teilen Asiens vorkommenden konischen Doppelrohrblattinstrumente werden auf Vorbilder in der persisch-arabischen Musik zurückgeführt, die im Orient surnai oder ähnlich (zurna, surna oder zirna in der türkischen Musik) genannt werden. Charakteristisch für diesen Blasinstrumententyp ist das Zusammenspiel mit Trommeln (vom Balkan bis Indien tapan, dohol und naqqara) in Ensembles, die im Freien bei Festen und Prozessionen musizieren. Auch wenn sich die Existenz von Doppelrohrblattinstrumenten in Indien auf Abbildungen und an der Etymologie des Wortes mohori möglicherweise bis in altindische Zeit zurückverfolgen lässt, so sind die indischen shehnai namentlich mit den orientalischen surnai und mit der Kultur der muslimischen Einwanderer ab etwa dem 10. Jahrhundert in Nordindien verbunden. Im 14. Jahrhundert kommt das Wort sannayi in der südindischen Sprache Telugu vor.
Zu den namensverwandten Kegeloboen orientalischer Herkunft, die weiter östlich anzutreffen sind, gehört zunächst die burmesische hne oder nhai mit einem aufgesetzten Schallbecher aus Metall. Ihr Name geht möglicherweise über sanoy in der Mittleren-Mon-Sprache des 15./16. Jahrhunderts und saneyi oder shehnai in indischen Sprachen auf surnai zurück. Die in der Provinz Aceh im Norden Sumatras gespielte srune, die sarune (saruné, auch sarunei) der Batak in der Provinz Nordsumatra, die serunai der Minangkabau in der Provinz Westsumatra und der Dayak auf Borneo sowie die javanischen Doppelrohrblattinstrumente sind von der orientalischen surnai-Familie der Kegeloboen mit aufgesetztem großen Schallbecher und mit einem kleinen Doppelrohrblatt abgewandelte Formen. Sie besitzen eine schlanke zylindrische Holz- oder Bambusspielröhre, einen kleinen hölzernen Schallbecher und ein kleines Doppelrohrblatt, das vom Spieler ganz in den Mund genommen wird.
Von den beiden genannten, eher schrill klingenden Varianten deutlich verschieden sind die zylindrischen Doppelrohrblattinstrumente ohne Schallbecher und mit einem großen Doppelrohrblatt, die einen weichen, geräuschhaften Ton produzieren. Hierzu gehören die armenische duduk, die türkische mey, die chinesische guan, die japanische hichiriki, die kambodschanische pey ar (auch beyaw) und die koreanische piri. Die koreanische taepyeongso, die chinesische suona, die vietnamesische kèn bầu und die nur 19 Zentimeter lange, thailändische pi chanai gehören hingegen zu den typischen orientalischen Kegeloboen.
Einen vierten Typ mit einem kurzen Doppelrohrblatt, der sich sowohl von den Verwandten der surnai als auch der duduk unterscheidet und aus einer einteiligen, in der Mitte ausgebauchten, hölzernen Spielröhre besteht, bilden die kambodschanische sralai (sralay) und die thailändische pi nai (pi bezeichnet eine Gruppe unterschiedlicher thailändischer Doppelrohrblattinstrumente). Die thailändische pi chawa ist mit 27 Zentimetern länger als die pi chanai und stammt dem Namen nach (Chawa entspricht Java) aus Java.
Der Name saronen geht auf surnai zurück. Tarompet ist unabhängig vom Instrumententyp von Niederländisch trompet abgeleitet, dieses von Französisch trompette, hiervon auch Deutsch Trompete. Die Namen prereret, pleret, gempret und gemret sind aus der hindu-javanischen Zeit (bis zum 15. Jahrhundert) überliefert. Bereits in dieser Zeit finden sich die mit muslimischen Einwanderern gekommenen Kegeloboen auch in nichtmuslimischen Gesellschaften auf Java, Bali und bei den Batak auf Sumatra. Ebenso gelangte die aus dem islamischen Orient stammende Stachelfiedel rebab in die höfische Musik von Java und Bali, während etwa die Zupflaute gambus und die Rahmentrommel rebana spezifisch für die Musik der Muslime geblieben sind. Dies gilt auch für die bis zu 80 Zentimeter lange silberne Naturtrompete nafiri, die früher im Riau-Archipel vor der Ostküste Sumatras verwendet wurde und bis heute zu den Hoforchestern (naubat) der malaiischen Sultanate gehört.
Die am weitesten verbreiteten Blasinstrumente in Indonesien sind Flöten (suling). Konische Doppelrohrblattinstrumente kommen in Ensembles der informellen Unterhaltungsmusik demgegenüber seltener vor. Sie werden von Sumatra über Java bis nach Sumbawa und im Süden von Sulawesi gespielt, auf anderen Inseln nur gelegentlich zur Begleitung einer Kampfkunstveranstaltung (pencak silat) oder in der traditionellen Musik am Hof eines Sultanats. In größerer Vielfalt kommen regional in Indonesien aus Holz, Bambus oder aus einem Reishalm selbst gefertigte Einfachrohrblattinstrumente vor, die im Unterschied zu den Doppelrohrblattinstrumenten überwiegend solistisch gespielt werden. Zu ihnen gehört bei den Toba-Batak die sarune na met-met im Ensemble gondang hasapi und auf Java die puwi-puwi mit einer konischen Holzröhre, die in der prajurit-Musik (Militärmusik) am Sultanshof von Yogyakarta verwendet wird. Von seltenen Ausnahmen abgesehen gehören Rohrblattinstrumente nicht zu den klassischen großen Ensembles, gamelan.

## Bauform und Spielweise
Die Doppelrohrblattinstrumente dieser Region sind zwischen 30 und 60 Zentimeter lang und verbreitern sich trichterförmig zu einem Schallbecher mit rund 12 Zentimetern Durchmesser. Die konische Spielröhre und der Schallbecher bestehen aus Holz. Das kleine Doppelrohrblatt wird aus Bambus oder Palmblatt hergestellt. Der Spieler umschließt die Rohrblätter vollständig mit dem Mund und bläst mit Zirkularatmung. Hierbei dient eine halbmondförmige Lippenstütze aus einer Kokosnussschale, einem Schildkrötenpanzer, Holz oder Metall am Mundstück als Lippenstütze. An den Enden ist sie wie ein spitz auslaufender Schnurrbart gestaltet (Zier und Zeichen von Männlichkeit) und in ihrer Funktion ähnelt sie mutmaßlich der Phorbeia am antiken Doppelblasinstrument Aulos. Während der Spieler bläst, soll die Lippenstütze die Verbindung vom Mund zum Instrument abdichten. Um den erforderlichen Anpressdruck auf die Lippenstütze zu verringern, tragen manche Spieler eine Binde um die Wangen, die hinter dem Kopf verknotet wird. Das Spielrohr im oberen Bereich und der Trichteransatz sind üblicherweise mit gedrechselten Rillen und eingekerbten Mustern verziert. Durch geschickte Fingerpositionierung lassen sich die Töne der fünfstufigen Skala slendro und der siebenstufigen Skala pelog produzieren. Der Klang der Oboen ist laut und schrill.

### Tarompet
Die westjavanische tarompet ist etwa 50 Zentimeter lang und besitzt sieben Fingerlöcher, einschließlich eines Daumenlochs an der Unterseite. Die tarompet wird in kleinen Ensembles für die Musik im Freien gespielt, bei Zeremonien, festlichen Prozessionen und zur Begleitung des Kampftanzes pencak silat.

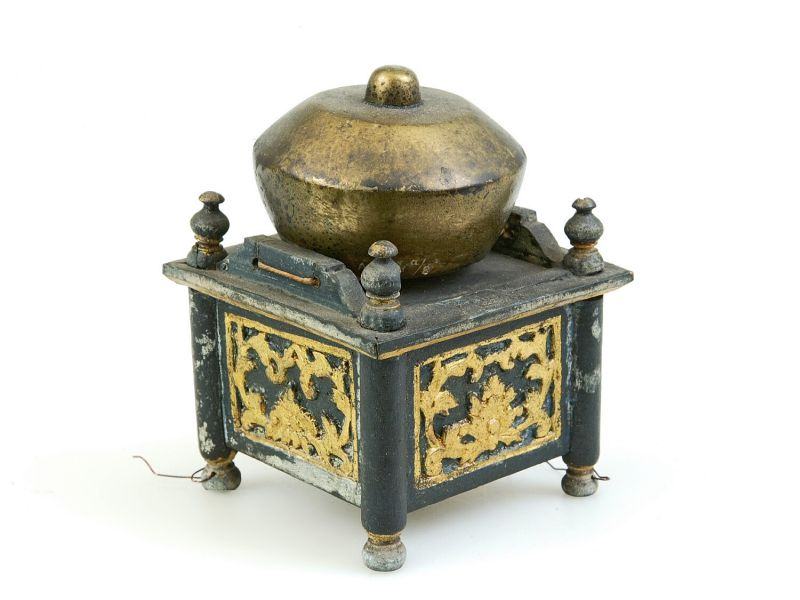
Kenong. Tropenmuseum, Amsterdam, vor 1887.

Das pencak silat seni-Ensemble in Westjava setzt sich im Wesentlichen aus ein bis zwei tarompet als Melodieinstrumente, einem oder zwei Trommelsets und einem kleinen Gong zusammen. Seni in der Bedeutung „Kunstform“ wird hinzugefügt, wenn die Kampftänze von Musik begleitet werden und der Name kendang pencak des Musikensembles bezieht sich auf die zweifellige Fasstrommel kendang. Insgesamt können zu einem pencak silat-Ensemble ein Trommelset kendang ibu („Mutter-Trommel“) mit zwei kleinen Fasstrommeln kulanter gehören, dazu eine kendang anak („Kinder-Trommel“) mit ebenfalls zwei kulanter, ferner kenong (ein hoher Buckelgong, der waagrecht in einem Holzgestell liegt), ein hängender Gong, ceng-ceng (kleine Handzimbeln) und eine tarompet. Die kendang ibu spielen meist einen konstanten Grundrhythmus, während die kendang anak ihre Schläge mit den Tanzbewegungen koordinieren. Der hängende Gong markiert die sich wiederholenden melodischen Zyklen. Die tarompet spielt eine konstante Tonfolge, deren Intensität auf die Aktionen der Darsteller und die Reaktionen des Publikums abgestimmt ist.
Auf Sundanesisch heißt die Kampfkunst penca silat und das dazugehörende Ensemble kendang penca. Mit den sundanesischen Instrumentennamen besteht das Ensemble aus zwei der genannten Trommelsets, zu denen jeweils eine kendang indung (sundanesisch, „Mutter-Trommel“) und ein oder zwei kulanter gehören, sowie einem kleinen Gong: entweder bende (einzelner, kleiner hängender Buckelgong, der nicht im gamelan verwendet wird), kempul (etwas größerer hängender Buckelgong) oder goong (noch größerer hängender Buckelgong). Das melodische Material stammt aus dem sundanesischen Liedgut und verwendet pelog- oder slendro-Tonskalen. Bei der Auswahl der mit der tarompet gespielten Liedmelodien nehmen die Musiker generell Rücksicht auf den Kontext der Veranstaltung und verwenden etwa bei eher muslimischen Veranstaltungen keine Melodien von Liedern mit besonders weltlich-sinnlichen Inhalten, auch wenn die Texte nicht zu hören sind. Eine entsprechende melodische Funktion wie die tarompet in diesem Ensemble besitzt die Stachelfiedel rebab im Ensemble ketuk tilu, das jedoch ein völlig anderes Klangergebnis hervorbringt. Das ketuk tilu begleitet den gleichnamigen Unterhaltungstanz (tari ketuk tilu). Namensgebend sind drei (sundanesisch tilu) einzelne waagrechte Buckelgongs (ketuk). Das kendang-Trommelset sorgt auch hier für die ostinate Schlagfolge, für Tempowechsel und für die rhythmische Gestaltung.
Ein seltenes archaisches Ensemble, das gamelan goong renteng, wurde nach der Überlieferung am Hof von Pajajaran, der an der Stelle des heutigen Bogor gelegenen Hauptstadt des hinduistischen Königreichs Sunda (7. bis 16. Jahrhundert) gespielt. In wenigen westjavanischen Dörfern wird dieser Ensembletyp bis heute bewahrt. Das Instrumentarium der erhaltenen Ensembles ist nicht ganz einheitlich. Typischerweise gehören ein einreihiges bonang (waagrecht auf Schnüren gelagerte Buckelgongs, üblicherweise in zwei Reihen, renteng bedeutet „einreihig“) und ein seltenes gangsa (Metallophon mit auf einem Holzkasten aufliegenden Klangplatten) dazu, ferner ein beri (kleiner buckelloser Gong), eine Fasstrommel und zwei hängende Gongs. Anstelle des beri kann ein panglima (Reihe mit Buckelgongs, die wie beim kenong auf einem Schnurkreuz über einem Kasten ruhen). Im Dorf Leuwiliang im Regierungsbezirk Bogor gehört außerdem eine tarompet dazu. Die von der Gemeinschaft hoch verehrten goong renteng-Ensembles verfügen nur über ein beschränktes Repertoire, dieses ist jedoch ebenso wie ihr Klangbild einzigartig.
Wie das goong renteng ist das zeremonielle gamelan (goong) ajeng sehr alt und geht nach Ansicht mancher Fachleute bis auf das mittelalterliche Reich Mataram (8. bis 10. Jahrhundert) in Zentraljava zurück. Ernst Heins (1977) vermutet, die beiden gamelan könnten Vorläufer des heute überaus beliebten gamelan degung sein, das im Zuge der kulturellen Abgrenzung der Sundaregion von Zentraljava im 17. Jahrhundert daraus hervorgegangen sei. Das gamelan goong ajeng unterscheidet sich nur durch zusätzliche Instrumente vom goong renteng. Beide verwenden eine pelog-Tonskala. Jaap Kunst fand in den 1930er Jahren gamelan ajeng in folgender Besetzung: ein renteng (einreihiges bonang) mit 14 Buckelgongs, ein gambang gangsa (auch saron, mit 14 Klangplatten), zwei ketuk auf einem Holzkasten (normalerweise werden diese Buckelgongs nur einzeln verwendet), eine Fasstrommel kendang, ein großer hängender goong gede und zwei weitere Gongs. Wegen seines geringen Repertoires, das nicht zur Begleitung von Tänzen geeignet ist, stellte Kunst fest, das gamelan ajeng werde nicht mehr aufgeführt.
Bei Tonaufnahmen, die Philip Yampolsky 1992 von einem der seltenen gamelan ajeng anfertigte, bilden eine tarompet und ein bonang die führenden Melodieinstrumente. Das Ensemble eines Dorfes nahe der Stadt Karawang besteht außer der tarompet aus einem bonang, zwei saron (Metallophon, gangsa), einem demung (Metallophon, eine Oktave tiefer gestimmt), ein bis zwei hängenden Gongs, einem bendé (kleiner heiliger Gong, nicht in den üblichen gamelan), kecrek (Bündel aus zwei oder mehreren kleinen Eisenstäben, mit denen der dalang bei Schattenspielaufführungen Kampfszenen untermalt) und kendang (Trommel). Ein anderes ajeng-Ensemble verfügt außerdem über ein Xylophon (gambang kayu). Der Hauptverwendungszweck des gamelan ajeng ist seit etwa 1925 die Begleitung von Schattenspielen im Betawi-Dialekt (wayang kulit Betawi). Vorher soll dieses wayang kulit von einem Ensemble mit Bambusinstrumenten begleitet worden sein. Die Hauptunterschiede zwischen dem heutigen und dem damaligen gamelan ajeng sind: Es gab Anfang des 20. Jahrhunderts keine tarompet, das bonang bestand aus einer statt wie heute aus zwei Buckelgongreihen und das Repertoire ist deutlich größer geworden (gegenüber früher 6 bis 7 auf mindestens 49 Stücke angewachsen laut Aussage des Leiters des von Yampolsky aufgezeichneten Ensembles). Das gamelan ajeng bei Karawang spielt meist während nächtelanger Zeremonien im Freien auf einer Plattform andauernd von wenigen Pausen unterbrochen zur Unterhaltung der Anwesenden. Die modalen Melodien (patut) werden in zwei Gruppen eingeteilt. Die patut patbelas („14 patut“) verwenden alle sieben Töne der pelog-Skala, während die patut sepuluh („10 patut“) davon fünf Töne übernehmen. Die entsprechende Zahl an Buckelgongs muss das jeweils verwendete bonang besitzen. Der einzigartige musikalische Stil und das Instrumentarium stellen eine Verbindung aus Elementen der Sunda- und der Betawi-Musik dar, die schnellen Tempowechsel stammen vermutlich aus der balinesischen Musik.

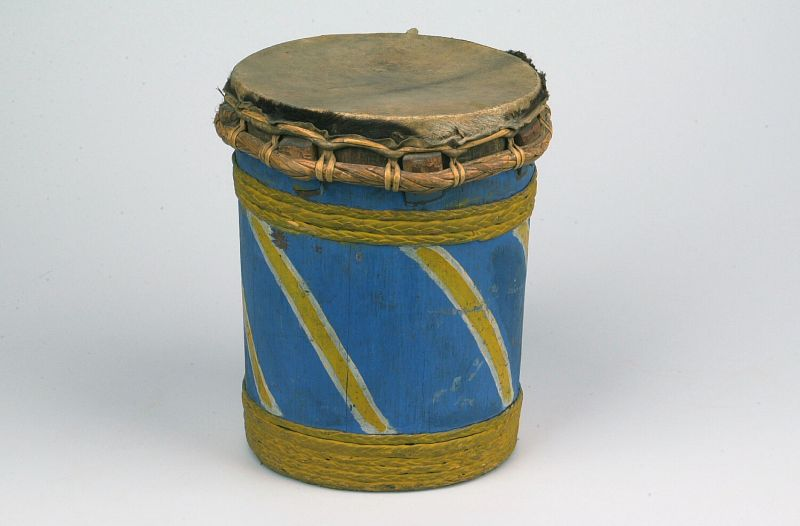
Kleine Röhrentrommel dogdog. Tropenmuseum Amsterdam, vor 1900.

Die tarompet übernimmt in weiteren Ensembles die Melodieführung. Auf den Malaiischen Inseln haben Ritualtänze mit Steckenpferden (indonesisch kuda lumping, „Pferd aus Leder“ hergestellt, also ein flaches Pferd, oder kuda kepang, „[aus Bambus] geflochtenes Pferd“) eine Tradition. Auf Java führen die traditionellen Tänze (mit dem Adjektiv betul, „echt“, „wahrhaftig“ versehen) mit Steckenpferden die Akteure in einen Zustand der Besessenheit. Sie geben an, der Geist des Pferdes sei in sie eingedrungen, weshalb sie anfangen, Reishalme zu verschlingen und große Mengen Wasser in sich hineinzuschütten. Beim Tanz halten die Besessenen sich weitgehend aufrecht und bewegen sich – mit einer Pferdeattrappe vor den Oberkörper gebunden – stampfend auf der Stelle. Begleitet werden die Aufführungen von einer tarompet und vier dogdog. Dies sind unterschiedlich große, konische, einfellige Röhrentrommeln. Die kleinste und die größte Trommel schlagen die Spieler mit einem Stock, die beiden mittleren schlagen sie mit den Händen. Ein von Jaap Kunst erwähntes bètok-Ensemble bestehend aus zwei terbang (große Rahmentrommeln), zwei unterschiedlich großen kendang (Fasstrommeln), einer tarompet und einem kecrek (Eisenstabklapper) und das gamelan renteng (zumindest in Indramayu an der Nordküste in der Provinz Westjava) begleiteten in den 1930er Jahren ebenfalls Steckenpferd-Besessenheitstänze.
Angklung bezeichnet in Indonesien eine Gruppe von unterschiedlich gestimmten Bambusrasseln, die jeweils einen Ton hervorbringen und von einem Spieler bedient werden, und die Ensembles, in denen sie vorkommen. Das am weitesten verbreitete angklung-Ensemble in Westjava ist das angklung buncis, das aus neun bis zwölf angklung, einer tarompet, Fasstrommeln (kendang) oder vier einfelligen dogdog und einem oder mehreren Gongs besteht. Hinzu kommen hoch tönende, melismatische Gesangsstimmen im Call-and-Response-Muster. Die Trommler produzieren im Zusammenklang eine polyrhythmische Struktur.
Dasselbe Ensemble mit dogdog-Trommeln begleitet auch das sundanesische reog-Tanztheater (Reog Sunda). In den komödiantischen Aufführungen tragen die Darsteller häufig Masken. In der Geschichte kämpft das Tiger-Ungeheuer matjan gegen den letztlich siegreichen Magier patih. Ein anderes Begleitensemble besteht aus zwei angklung, zwei kendang, zwei senkrecht gehaltenen Gongs und einer tarompet.
Der sundanesische ujungan-Zweikampf wurde bis Anfang des 20. Jahrhunderts mit schweren Rotanstöcken von 1,5 bis 2 Metern Länge ausgetragen. Jeder Kämpfer war am Körper und um den Kopf durch dicke Stoffwicklungen und Pflanzenfasern geschützt, während Arme und Beine unbedeckt blieben. Mit den Stöcken brachten sie sich an den unbedeckten Stellen blutige Verletzungen bei. In früheren Zeiten endeten manche Kämpfe tödlich, wenn sie im Rahmen von Fehden ausgetragen wurden. Als unterhaltender Kampftanz wird ujungan von einem kleinen Ensemble mit einer tarompet, einer kendang, einem kleinen Gong und Eisenklappern begleitet.

### Selompret

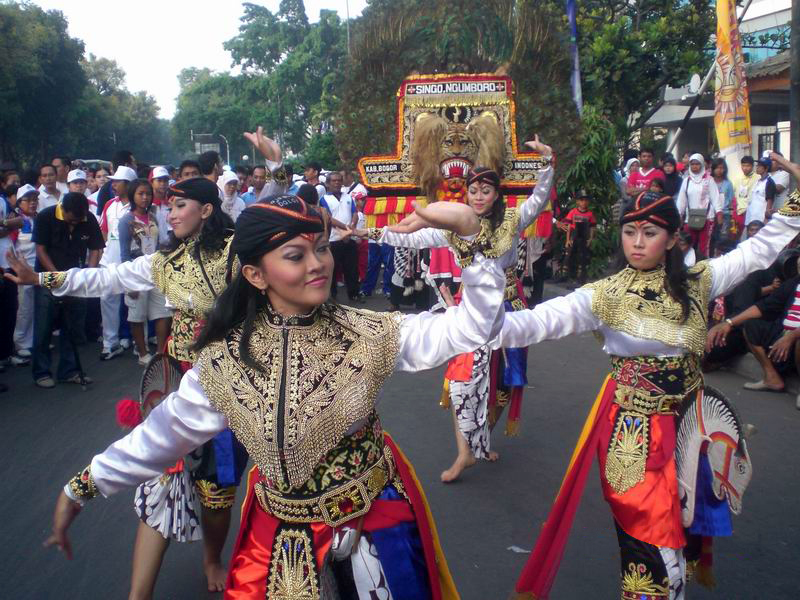
Reog Ponorogo-Tanzprozession in Ostjava. Im Hintergrund die Löwenmaske Singa Barong, die über 25 Kilogramm wiegt, im Idealfall aus Tigerfell oder Leopardenfell besteht und von einem Kranz Pfauenfedern umgeben ist.

Die selompret in Zentral- und Ostjava ist etwa 45 Zentimeter lang und besitzt sechs Fingerlöcher sowie ein Daumenloch. Sie gehört zusammen mit mehreren kendang und Gongs zum Begleitensemble der ostjavanischen Variante der reog-Aufführungen, Reog Ponorogo, benannt nach deren Ursprungsregion, dem Regierungsbezirk Ponogoro in der Provinz Ostjava.
Reog Ponorogo hat sich von einem magischen Ritual zu einem Volkstheater gewandelt. Im Zentrum steht die schwere Maske des Singa Barong. Mit singa („Löwe“, von Sanskrit singha) ist in Ostjava der Tiger gemeint, barong steht für eine Tiermaske, auf Bali ist es eine löwenartige Gestalt. Im Volksglauben in den Dörfern galt der Tiger als Verkörperung der Ahnengeister, während er an den javanischen Höfen als der wilde, unkontrollierbare Gegenpart des Herrschers betrachtet wurde. Die ähnlich wie in der Sundaregion erzählte Geschichte handelt von der Macht des Herrschers und der antagonistischen Macht des Dschungels. Der oberste Minister (patih) hat die Aufgabe, die Heirat zwischen seinem König und der Prinzessin eines anderen Herrschersitzes vorzubereiten. Im Verlauf dieser Aktionen erregt er den Zorn des Singa Barong, welcher als oberster Tigergeist den Wald beschützt. Am Ende der Entscheidungsschlacht ist der Tiger nicht getötet, sondern lebt als Diener des Königs fort und verkörpert in dessen Person den Aspekt der Wildheit.
Im zentraljavanischen Regierungsbezirk Banyumas (Hauptstadt Purwokerto) heißt das entsprechende Blasinstrument tetepret.

### Saronen
Obwohl die Insel Madura zur Provinz Ostjava gehört, besitzt sie eine eigene Kulturtradition, die sich in vielem von derjenigen der Hauptinsel Java unterscheidet. Die saronen (saronèn, serunèn) ist das einzige Melodieinstrument im gamelan saronen auf Madura und – ausgehend von dort – in manchen ländlichen Regionen in Ostjava. Zu diesem gamelan gehören ferner ein großer hängender Gong, eine kendang binè (Fasstrommel, „männlich“), eine kendang lakè (etwas größere und tiefer klingende Fasstrommel, „weiblich“), alternativ jeweils eine ketipung (auch penuntung, konische zweifellige Trommel, kleiner als die kenang), ein ketuk binè (einzelner waagrechter Buckelgong auf Holzkasten) und ein ketuk lakè. Bei größeren gamelan saronen kommen eine Buckelgongreihe bonang und zwei saron (Metallophone) hinzu.
Auf Madura spielen zwei saronen mit vier oder mehr tarompet in einem ngik-ngok-Ensemble zusammen. Ngik-ngok ist eine onomatopoetische Bezeichnung für die westliche Musik und bezieht sich im engeren Sinn auf den Klang einer mit dem Bogen gestrichenen Violine. Ende der 1950er Jahre gehörte es zur Politik des antiimperialistischen Präsidenten Sukarno, die kulturellen Einflüsse der Vereinigten Staaten und Großbritanniens als kolonialistisch und kapitalistisch zu brandmarken. Sukarno griff dieses abschätzige Wort auf und nannte die westliche Popmusik ngik-ngak-ngok, weil diese ihm als plapperndes Geräusch vorkam. In einer Rede erklärte er 1965 die Begeisterung für die Beatles, die als Beatlemania auch Indonesien erreicht hatte, zu einer Geisteskrankheit. Die als ngik-ngak-ngok verunglimpfte Musik war im indonesischen Rundfunk bis zur Entmachtung Sukarnos 1965 verboten.
Die im maduresischen ngik-ngok-Ensemble verwendete tarompet ist eine hybride Neuschöpfung, die – durch niederländische Blechblaskapellen während der Kolonialzeit angeregt – 1912 von einem Musiker in einem Dorf auf Madura erfunden wurde. Bei dieser tarompet ist das von traditionellen Instrumenten übernommene Doppelrohrblatt mit einer dünnen Metallröhre verbunden, die zu ein bis zwei Schlaufen gebogen wurde und in einem weiten Schallbecher endet. Ohne Fingerlöcher bringt die tarompet keine klaren Tonhöhen hervor, weshalb sie rhythmisch für ostinate Töne entsprechend den liegenden Buckelgongs im maduresischen kenong telo-Ensemble eingesetzt wird. Auch die Nachbauten anderer westlicher Blechblasinstrumente, Trommeln und Eisenklappern (cekcek) als Taktgeber werden verwendet.

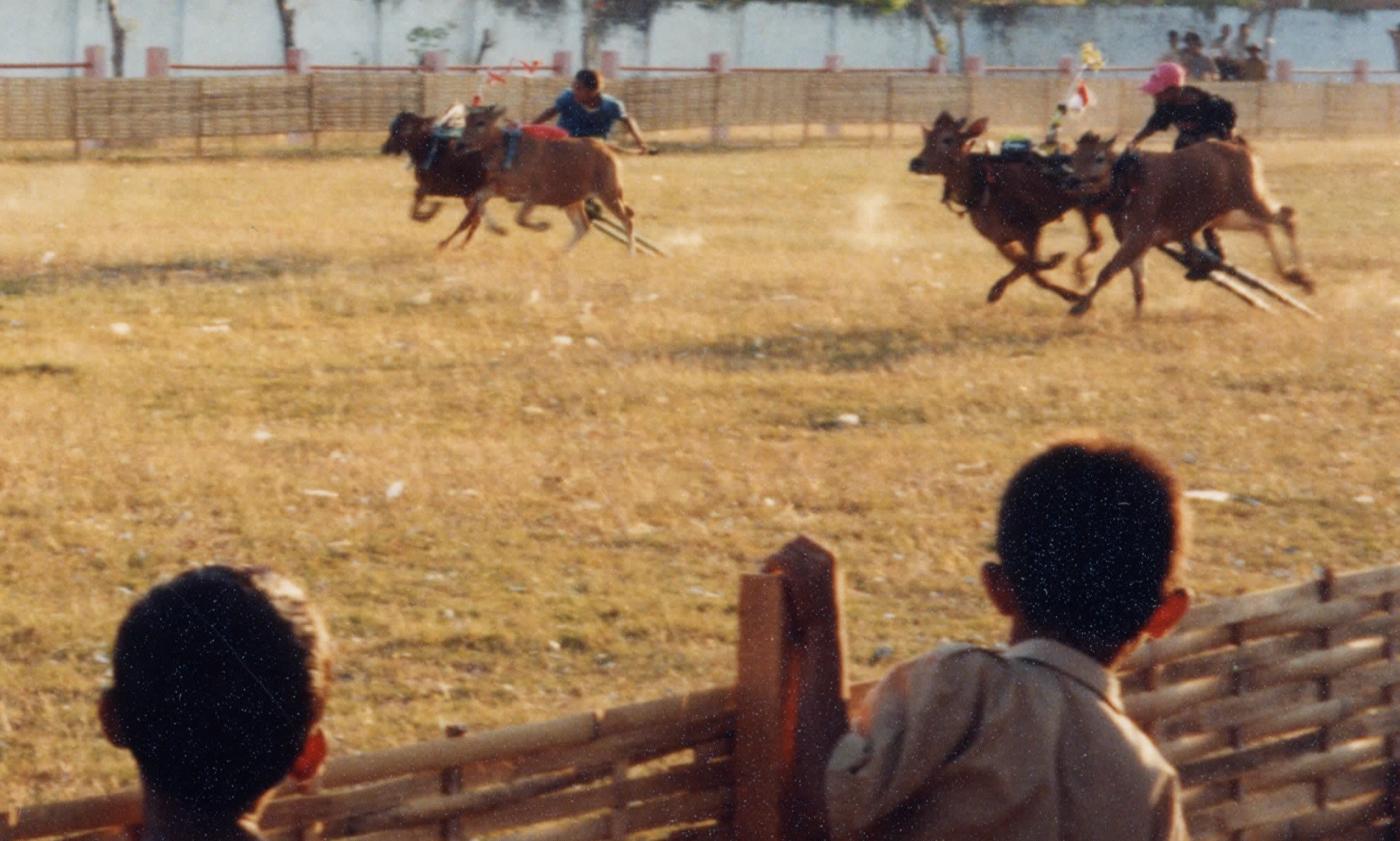
Maduresisches Bullenrennen kerapan sapi im östlichen Regierungsbezirk Sumenap, 1999.

Die Musik des ngik-ngok-Ensembles ist maduresisch, im Unterschied zum ebenfalls während der Kolonialzeit in Jakarta entstandenen Blasorchester tanjidor, das hauptsächlich europäische Marschmelodien spielt. Ein weiteres, nur in der Region Jakarta vorkommendes Ensemble aus der Kolonialzeit ist das gambang kromong. Dessen traditionelles Repertoire (lagu lama) aus chinesisch-indonesischen Melodien wird, wie es Anfang des 20. Jahrhunderts üblich war, mit mehreren zweisaitigen Röhrenspießgeigen vom Typ der chinesischen erhu, einigen Gongs und kleinen chinesischen Perkussionsinstrumenten gespielt. Bei manchen Stücken kommt ein chinesisches Doppelrohrblattinstrument hinzu, das trompet genannt wird.
Das auf Madura beliebte kenong telo-Ensemble ist das Vorbild des ngik-ngok-Ensembles. Es wird mit zwei saronen, Trommeln und mehreren verschiedenen Buckelgongs als Rhythmusinstrumente bei Prozessionen und zeremoniellen Veranstaltungen gespielt. Ein besonderes Ereignis, das auch touristisch angepriesen wird, ist das maduresische Bullenrennen kerapan sapi (auch karapan sapi), das von Juli bis Oktober besonders im Osten der Insel in vielen Dörfern veranstaltet wird. An der jährlichen Hauptveranstaltung nehmen alle Distrikte teil. Zwei Büffel tragen an einem Joch ein aus zwei Bambusstangen bestehendes Gestell, auf dem der Lenker des Gespanns steht. Die Rennochsen schleifen das Gestell über eine Strecke von 80 bis 130 Metern. Vor dem Rennen auf einem eingezäunten Grasplatz ziehen die Bullen mit Stoffstreifen, Glöckchen und Blumen bunt geschmückt in einer Prozession durch die Straßen. Im Prozessionsensemble spielen die beiden saronen unisono die Melodie oder wechseln sich mit melodischen Verzierungen ab, während die in der Hand gehaltenen kleinen Gongs eine melodisch-rhythmische Begleitung beisteuern. Die von einem saronen-Gong-Orchester musikalisch untermalte Präsentation der geschmückten Bullen ist als sapi sono-Fest bekannt. Das Bullenrennen hat den wesentlich weniger bekannten, maduresischen Bullenzweikampf (aduan sapi) abgelöst, den nur noch Maduresen in Ostjava veranstalten.

### Preret
In der Musik von Lombok wird die preret bei wenigen Tempelfesten in den traditionellen Ensembles gamelan Sasak gespielt. Die preret wird solistisch, zur Gesangsbegleitung oder in einem Ensemble mit der Flöte suling, der Rahmentrommel jedur, der Fasstrommel kendang und diversen Becken gespielt. Balinesen im Westen von Lombok begleiten mit dem so besetzten Ensemble namens gamelan barong tengkok das barong-Tanzdrama und den Kampftanz perisian.
Die prereret oder preret auf Bali, die von muslimischen Einwanderern aus Lombok, Ostjava und Sulawesi (besonders von Bugis) gespielt wird, ist etwa 40 Zentimeter lang und besitzt sieben Fingerlöcher und ein Daumenloch. In der westlichen Provinz Jembrana gehört die prereret zur Begleitung des Theaters sewo gati.